# 黒田直和
黒田 直和（くろだ なおやす）は、上総久留里藩の第8代藩主。久留里藩黒田家9代。

## 生涯
文政2年（1819年）6月21日、第6代藩主・黒田直侯の妾腹の長男として江戸で生まれる。
天保9年（1838年）7月に父の養嗣子として第7代藩主となっていた黒田直静の養子となり、弘化3年（1846年）12月に従五位下、大和守に叙位・任官する。
嘉永元年（1848年）10月に淡路守に遷任する。
嘉永7年（1854年）に直静が死去したため家督を継いだ。6月27日に豊前守に遷任する。
安政2年（1855年）6月、直質（なおただ）から直和へと改名した。
安政5年（1858年）6月、伊勢守に遷任する。
幕末の動乱期に中で、文久3年（1863年）からは治安が悪化する江戸市中の取締役に任じられ、4月には大坂城山里丸加番に任じられた。そのほかにも外国船に備えて海防強化に努めている。
慶応2年（1866年）4月2日、病気を理由に家督を養子の直養（養父・直静の甥）に譲って隠居し、剃髪して松閣と号した。
明治9年（1876年）1月9日、浅草の鳥越別邸で死去した。享年58。

## 系譜
父母
- 黒田直侯（実父）
- 黒田直静（養父）

正室、継室
- 太田短子 ー 太田資始の娘（正室）
- 板倉楽子 ー 板倉勝明の娘（継室）

子女
- 黒田鏻子[1]（次女） ー 子爵黒田和志夫人、黒田直養の養女

養子
- 黒田直養 ー 黒田直古の長男